# Physalaemus henselii
Physalaemus henselii és una espècie de granota que viu a l'Argentina, el Brasil i l'Uruguai.
Està amenaçada d'extinció per la pèrdua del seu hàbitat natural.